# Ronde van Valencia 2023 (mannen)
De 74e editie van de wielerwedstrijd Ronde van Valencia (Volta a la Comunitat Valenciana) werd verreden van 1 tot 5 februari 2023 met start in Orihuela en finish in Valencia. De ronde maakte deel uit van de UCI ProSeries 2023-kalender. De vorige editie in 2022 werd gewonnen door de Rus Aleksandr Vlasov, hij werd opgevolgd door Rui Costa. 

## Deelname
Er namen tien UCI World Tour-ploegen en negen UCI ProTeams. 
| WorldTour | ProTeam |
| --- | --- |
| Astana Qazaqstan Bahrain-Victorious Bora-hansgrohe INEOS Grenadiers Intermarché-Circus-Wanty Movistar Team Team Jayco AlUla Jumbo-Visma Trek-Segafredo UAE Team Emirates | Burgos-BH Caja Rural-Seguros RGA Equipo Kern Pharma Euskaltel-Euskadi Green Project-Bardiani-CSF-Faizanè Human Powered Health Q36.5 Pro Cycling Team Team Flanders-Baloise Uno-X Pro Cycling Team |

## Etappe-overzicht
| Et. | datum      | start    | finish                 | type      | afstand  | winnaar            | klassementsleider |
| --- | ---------- | -------- | ---------------------- | --------- | -------- | ------------------ | ----------------- |
| 1   | 1 februari | Orihuela | Altea                  | Heuvelrit | 189,4 km | Biniam Girmay      | Biniam Girmay     |
| 2   | 2 februari | Novelda  | Alto del Pino          | Bergrit   | 178,2 km | Giulio Ciccone     | Giulio Ciccone    |
| 3   | 3 februari | Bétera   | Sagunto                | Heuvelrit | 145,1 km | Simone Velasco     | Giulio Ciccone    |
| 4   | 4 februari | Burriana | Alto de la Cueva Santa | Bergrit   | 181,6 km | Tao Geoghegan Hart | Giulio Ciccone    |
| 5   | 5 februari | Paterna  | Valencia               | Heuvelrit | 93,2 km  | Rui Costa          | Rui Costa         |

## Klassementenverloop
| Etappe       | Winnaar            | Algemeen klassement · | Puntenklassement · | Bergklassement ·  | Jongerenklassement · | Ploegenklassement · |
| ------------ | ------------------ | --------------------- | ------------------ | ----------------- | -------------------- | ------------------- |
| 1            | Biniam Girmay      | Biniam Girmay         | Biniam Girmay      | Marc Soler        | Biniam Girmay        | Movistar Team       |
| 2            | Giulio Ciccone     | Giulio Ciccone        | Giulio Ciccone     | Samuele Zoccarato | Anthon Charmig       | UAE Team Emirates   |
| 3            | Simone Velasco     | Giulio Ciccone        | Alex Aranburu      | Samuele Zoccarato | Anthon Charmig       | UAE Team Emirates   |
| 4            | Tao Geoghegan Hart | Giulio Ciccone        | Giulio Ciccone     | Samuele Zoccarato | Thomas Gloag         | UAE Team Emirates   |
| 5            | Rui Costa          | Rui Costa             | Giulio Ciccone     | Samuele Zoccarato | Thomas Gloag         | UAE Team Emirates   |
| 0Eindstanden | 0Eindstanden       | Rui Costa             | Giulio Ciccone     | Samuele Zoccarato | Thomas Gloag         | UAE Team Emirates   |

## Eindklassementen
| Plaats    | Naam               | Ploeg                    | Tijd      |
| --------- | ------------------ | ------------------------ | --------- |
| Gele trui | Rui Costa          | Intermarché-Circus-Wanty | 19u10'06" |
| 2         | Giulio Ciccone     | Trek-Segafredo           | + 16"     |
| 3         | Tao Geoghegan Hart | INEOS Grenadiers         | + 19"     |
| 4         | Pello Bilbao       | Bahrain-Victorious       | + 21"     |
| 5         | Aleksandr Vlasov   | Bora-hansgrohe           | + 25"     |
| 6         | Thomas Gloag       | Jumbo-Visma              | + 34"     |
| 7         | Mikel Landa        | Bahrain-Victorious       | + 40"     |
| 8         | Brandon McNulty    | UAE Team Emirates        | + 45"     |
| 9         | Alex Aranburu      | Team Movistar            | + 46"     |
| 10        | Carlos Rodríguez   | INEOS Grenadiers         | + 46"     |
|           |                    |                          |           |
| 18        | Bauke Mollema      | Trek-Segafredo           | + 3'34"   |
| 21        | Laurens De Plus    | INEOS Grenadiers         | + 3'58"   |

| Plaats      | Naam            | Ploeg                    | Punten |
| ----------- | --------------- | ------------------------ | ------ |
| Oranje trui | Giulio Ciccone  | Trek-Segafredo           | 60     |
| 2           | Rui Costa       | Intermarché-Circus-Wanty | 54     |
| 3           | Pello Bilbao    | Bahrain-Victorious       | 52     |
|             |                 |                          |        |
| 13          | Thymen Arensman | INEOS Grenadiers         | 24     |

| Plaats        | Naam              | Ploeg                              | Punten |
| ------------- | ----------------- | ---------------------------------- | ------ |
| Bolletjestrui | Samuele Zoccarato | Green Project-Bardiani-CSF-Faizanè | 40     |
| 2             | Javier Romo       | Astana Qazaqstan Team              | 17     |
| 3             | Giulio Ciccone    | Trek-Segafredo                     | 16     |
|               |                   |                                    |        |
| 19            | Thymen Arensman   | INEOS Grenadiers                   | 4      |
| 26            | Laurens De Plus   | INEOS Grenadiers                   | 1      |

| Plaats     | Naam             | Ploeg                 | Tijd      |
| ---------- | ---------------- | --------------------- | --------- |
| Witte trui | Thomas Gloag     | Jumbo-Visma           | 19u10'40" |
| 2          | Brandon McNulty  | UAE Team Emirates     | + 11"     |
| 3          | Carlos Rodríguez | INEOS Grenadiers      | + 12"     |
|            |                  |                       |           |
| 5          | Thymen Arensman  | INEOS Grenadiers      | + 6'25"   |
| 12         | Toon Clynhens    | Team Flanders-Baloise | + 32'00"  |

| Plaats | Ploeg                    | Tijd      |
| ------ | ------------------------ | --------- |
|        | UAE Team Emirates        | 57u32'55" |
| 2      | INEOS Grenadiers         | + 17"     |
| 3      | Bahrain-Victorious       | + 1'47"   |
|        |                          |           |
| 6      | Jumbo-Visma              | + 7'50"   |
| 10     | Intermarché-Circus-Wanty | + 11'03"  |

Mannen: 1929 · 1930 · 1931 · 1932 · 1933 · 1934-1939 · 1940 · 1941 · 1942 · 1943 · 1944 · 1945-1946 · 1947 · 1948 · 1949 · 1950-1953 · 1954 · 1955 · 1956 · 1957 · 1958 · 1959 · 1960 · 1961 · 1962 · 1963 · 1964 · 1965 · 1966 · 1967 · 1968 · 1969 · 1970 · 1971 · 1972 · 1973 · 1974 · 1975 · 1976 · 1977 · 1978 · 1979 · 1980 · 1981 · 1982 · 1983 · 1984 · 1985 · 1986 · 1987 · 1988 · 1989 · 1990 · 1991 · 1992 · 1993 · 1994 · 1995 · 1996 · 1997 · 1998 · 1999 · 2000 · 2001 · 2002 · 2003 · 2004 · 2005 · 2006 · 2007 · 2008 · 2009-2015 · 2016 · 2017 · 2018 · 2019 · 2020 · 2021 · 2022 · 2023 · 2024 · 2025
Vrouwen: 2019 · 2020 · 2021 · 2022 · 2023 · 2024 · 2025
Ronde van San Juan ·
Ronde van Valencia ·
Clásica de Almería ·
Ronde van Oman ·
Ronde van de Algarve ·
Ruta del Sol ·
Faun Ardèche Classic ·
La Drôme Classic ·
Kuurne-Brussel-Kuurne ·
Trofeo Laigueglia ·
Milaan-Turijn ·
Nokere Koerse ·
GP Denain ·
Bredene Koksijde Classic ·
GP Industria & Artigianato-Larciano ·
Grote Prijs Miguel Indurain ·
Scheldeprijs ·
Brabantse Pijl ·
Ronde van de Alpen ·
Grote Prijs van Plumelec ·
Tro Bro Léon ·
Ronde van Hongarije ·
Vierdaagse van Duinkerke ·
Boucles de la Mayenne ·
Ronde van Noorwegen ·
Brussels Cycling Classic ·
Dwars door het Hageland ·
Ster ZLM Tour ·
Ronde van België ·
Ronde van Slovenië ·
Ronde van het Qinghaimeer ·
Ronde van Wallonië ·
Ronde van Burgos ·
Ronde van Denemarken ·
Arctic Race of Norway ·
Ronde van Duitsland ·
Maryland Cycling Classic ·
Ronde van Groot-Brittannië ·
Grote Prijs van Fourmies ·
Grote Prijs van Wallonië ·
Coppa Sabatini ·
Super 8 Classic ·
Ronde van het Taihu-meer ·
Ronde van Luxemburg ·
Circuit Franco-Belge ·
Ronde van Langkawi ·
Ronde van Emilia ·
Coppa Bernocchi ·
Ronde van de Drie Valleien ·
Ronde van het Münsterland ·
Ronde van Piemonte ·
Ronde van Hainan ·
Parijs-Tours ·
Ronde van Veneto ·
Japan Cup ·
Veneto Classic